# Robert Wauchope (Erzbischof)
Robert Wauchope (auch Wauchop oder Vauchop, * um 1500; † 10. November 1551 in Paris) war ein schottischer römisch-katholischer Theologe und Erzbischof.

## Leben
Robert Wauchope entstammte der in Midlothian ansässigen Laird-Familie Wauchope. Obwohl er seit jungen Jahren nahezu blind war, zeigte er außergewöhnliche Leistungen im Bereich der Theologie, weshalb er mit Unterstützung des Erzbischofs von St. Andrews James Beaton zum Studium an die Sorbonne entsandt wurde. Hier ist er 1526 erstmals belegt. Paris war zu dieser Zeit ein Zentrum schottischer Gelehrsamkeit; zu Wauchopes Lehrern und Kommilitonen zählten seine Landsmänner John Major, Hector Boece, William Manderstown und George Buchanan. Nach Erlangen des theologischen Doktorgrades verblieb er an der Universität und erlangte einen Ruf als erfolgreicher Lehrer und ausgezeichneter Theologe des humanistisch geprägten Reformflügels. Er wurde bis Ende 1538 neunmal zum Prokurator der Natio germanica (zu der die Schotten zählten) gewählt und amtierte auch als Schatzmeister.
Am 23. Juli 1539 wurde Robert Wauchope von Papst Paul III. zum Administrator des Erzbistums Armagh in Irland ernannt. Der dort amtierende Erzbischof George Cromer wurde gleichzeitig wegen Häresie (gemeint war wohl die Anerkennung des anglikanischen Supremats) für suspendiert erklärt. Als entscheidender Fürsprecher der überraschenden Ernennung gilt Kardinal Reginald Pole, der Wauchopes theologische Fähigkeiten aus eigener Anschauung kannte. Der Kardinal und der Papst versuchten durch die Vergabe des mächtigsten Bistums Irlands an einen Schotten König Jakob V. zu einer aktiven Unterstützung der irischen Katholiken zu bewegen. Dieses Vorhaben scheiterte jedoch rasch, da Wauchope bei seinem König in Ungnade fiel, in erster Linie aufgrund eines Konfliktes um die Einkünfte der Dryburgh Abbey (die ihm vom Papst zugesichert worden waren, der König aber an die Familie Erskine vergeben wollte). Da ohne schottische Unterstützung keine realistische Chance bestand, den nun im Namen Heinrichs VIII. amtierenden George Cromer vom Erzbischofssitz in Armagh zu verdrängen, verblieb Wauchope in Rom an der Seite des Papstes. Er bat Ignatius von Loyola (mit dem er vermutlich bereits seit der gemeinsamen Pariser Studienzeit befreundet war), einige Priester des neugegründeten Jesuitenordens nach Irland zu entsenden; die Mission verzögerte sich aber zunächst bis Ende 1541 und endete schließlich faktisch erfolglos.
Der Papst ernannte Wauchope währenddessen zu einem seiner Gesandten für die deutschen Gebiete. Wauchope, der für seine scharfzüngige Kritik des Protestantismus bekannt war, nahm daraufhin 1540/41 gemeinsam mit dem Jesuiten Pierre Favre in beratender Position zunächst am Wormser Religionsgespräch und im Anschluss am Regensburger Religionsgespräch teil. Ab Anfang 1542 gehörte er neben Bischof Giovanni Morone sowie den Jesuiten Claude Le Jay und Nikolás Alfonso de Bobadilla einer päpstlichen Mission an, die in Deutschland die Gegenreformation einleiten sollte. In den folgenden Jahren wirkte er daher zunächst in Regensburg und dann in Ingolstadt. 
Wohl Anfang 1545 kehrte Wauchope nach Rom zurück. Da der suspendierte George Cromer 1543 gestorben war, wurde er nun im März 1545 zum Erzbischof von Armagh und Primas von ganz Irland geweiht. König Heinrich VIII. hatte allerdings mit George Dowdall bereits einen eigenen anglikanischen Erzbischof eingesetzt, so dass es sich faktisch um eine reine Titularwürde handelte. 
Ab Mitte des Jahres bis 1547 nahm Erzbischof Wauchope an der ersten Tagungsperiode des Konzils von Trient teil und zeichnete sich hier besonders bei der Erstellung des Dekrets zur Rechtfertigung aus. Sein Auftreten und seine Positionen waren allerdings nicht unumstritten, so geriet er etwa mit dem Konzilssekretär Massarelli in Konflikt.
Nachdem das Konzil nach Bologna verlegt worden war, ging er zunächst wieder nach Rom. König Heinrich VIII. war inzwischen gestorben, weshalb Wauchope endlich einen Versuch wagte, seine Diözese zu erlangen. 1549 reiste er daher zunächst nach Schottland und setzte von dort etwa zum Jahreswechsel nach Donegal in Nordirland über. Hier versuchte er die irischen Clans der O’Neill von Tyrone und der O’Donell von Tyrconell von einem Bündnis mit Frankreich und Schottland zu überzeugen. Die Iren standen dem ausländischen Bischof jedoch ablehnend bis feindselig gegenüber, so dass Wauchope die Insel bald verlassen musste. Er kehrte nach Rom zurück und wurde zur Stärkung seines Anspruchs zum päpstlichen Legaten und Apostolischen Nuntius für Irland ernannt. Er starb allerdings bereits einige Monate später in Paris, noch bevor er eine weitere Mission auf die Insel unternehmen konnte. 
Der Papst ernannte zunächst keinen Nachfolger. 1553 wurde schließlich die Diözese an Wauchopes ehemaligen anglikanischen Gegenspieler George Dowdall vergeben, der wieder ins römische Lager gewechselt war.